# 국제 롬인의 날

국제 롬인의 날(International Romani Day) 또는 세계 롬인의 날(4월 8일)은 롬 문화를 기념하고 롬인들이 직면한 문제에 대한 인식을 높이는 날이다.

## 기원
이 날은 1971년 4월 7일부터 12일까지 런던 근처 체스트필드에서 열린 롬인 대표자들의 첫 번째 주요 국제 회의를 기념하기 위해 국제 롬인 연합(IRU)의 제4차 세계 롬인 회의 장소인 폴란드 세로크에서 1990년 공식적으로 선언되었다.